# Special effects
Special effects eller specialeffekter er illusioner og tricks der snyder øjet, som bruges i film, fjernsyn, på teateret, videospil og simulator-industrier til at simulere forskellige begivenheder i en fortælling eller en virtuel verden.
Special effects bliver normalt opdelt i to grupper bestående af optiske effekter og mekaniske effekter. Ved fremkomsten af digital filmfremstilling blev forskellen mellem special effects og visual effects blevet større, hvor sidstnævnte refererer til postproduktion mens special effects refererer til mekaniske og optiske effekter.
Mekaniske effekter (også kaldet praktiske eller fysiske effekter) bliver normalt udført under selve indspilningen. Disse inkluderer mekaniske rekvisitter, kulisser, skalamodeller, animatronics, pyroteknik og atmosfæriske effekter, der skaber fysisk vind, regn, tåge, sne, skyer osv. At få en bil til at køre af sig selv, eller sprænge en bygning i luften er eksempler på mekaniske effekter. Mekaniske effekter bliver ofte inkorporeret i settet design og makeup. Eksempelvis kan man bygge en kulisse op med døre og vægge, der an gå i stykker, for at forstærke en kampscene, eller bruge prostetisk makeup for at få en skuespiller til at se mindre menneskelig ud.
Optiske effekter (også kaldet fotografiske effekter) er teknikker, hvormed man manipulerer billeder eller filmbidder, enten "in-camera" ved at bruge dobbelteksponering, mattes eller Schüfftan-metoden, eller i postproduktion ved at bruge en optisk printer. En optisk effekt kan bruges til at få en skuespiller en kulisse til at fremstå med en anden baggrund.
Siden 1990'erne er computer-generated imagery (CGI), der er en afart af computeranimation, blevet brugt i stadig større udstrækning til special effects. Det giver filmskaberen større kontrol, og tillade at mange flere effekter kan gøres mere sikkert og overbevisende, end med traditionelle metoder. I takt med udviklingen kan det også gøre billigere. Mange optiske og mekaniske effekter er blevet overtaget af CGI i moderne filmproduktion som følge heraf.